# Plataforma GM Lambda
Lambda é uma plataforma da General Motors empregada na construção de utilitários esportivos e crossovers de porte grande. Chegou ao mercado em 2006. 

## Modelos que a utilizam
- Saturn Outlook (2007)
- GMC Acadia (2007)
- Buick Enclave (2008)